# Memoriał Eugeniusza Nazimka
Memoriał imienia Eugeniusza Nazimka indywidualny turniej w sporcie żużlowym od 1983 roku rozgrywany corocznie na torze Rzeszowie dla uczczenia pamięci po Eugeniuszu Nazimku tragicznie zmarłym na skutek wypadku na tym właśnie obiekcie w 1959 roku zawodnikowi Stali Rzeszów.
W 2012 r. memoriał był również poświęcony zmarłemu na torze żużlowcowi Stali Rzeszów, Lee Richardsonowi.

## Zwycięzcy Memoriału

### (1-10) 1983–1992
| Nr Turnieju | Data                 | 1 miejsce                             | 2 miejsce                          | 3 miejsce                                 |
| ----------- | -------------------- | ------------------------------------- | ---------------------------------- | ----------------------------------------- |
| 1 wyniki    | 5 września 1983      | Robert Słaboń Motor Lublin            | Ryszard Czarnecki Stal Rzeszów     | Marek Kępa Motor Lublin                   |
| 2 wyniki    | 28 października 1984 | Jerzy Kochman Śląsk Świętochłowice    | Piotr Pyszny ROW Rybnik            | Wiesław Pawlak Falubaz Zielona Góra       |
| 3 wyniki    | 24 października 1985 | Roman Jankowski Unia Leszno           | Bolesław Proch Polonia Bydgoszcz   | Mirosław Berliński Wybrzeże Gdańsk        |
| 4 wyniki    | 7 września 1986      | Grzegorz Kuźniar Stal Rzeszów         | Grzegorz Dzikowski Wybrzeże Gdańsk | Bogusław Nowak Unia Tarnów                |
| 5 wyniki    | 23 sierpnia 1987     | Jan Krzystyniak Unia Leszno           | Antoni Skupień ROW Rybnik          | Ryszard Czarnecki Stal Rzeszów            |
| 6 wyniki    | 21 sierpnia 1988     | Janusz Stachyra Stal Rzeszów          | Jan Krzystyniak Unia Leszno        | Grzegorz Kuźniar Stal Rzeszów             |
| 7 wyniki    | 6 sierpnia 1989      | Janusz Stachyra Stal Rzeszów          | József Petrikovics Węgry           | Ryszard Dołomisiewicz Polonia Bydgoszcz   |
| 8 wyniki    | 5 sierpnia 1990      | Jan Krzystyniak Stal Rzeszów          | Janusz Stachyra Stal Rzeszów       | Tomasz Gollob Polonia Bydgoszcz           |
| 9 wyniki    | 23 czerwca 1991      | Sławomir Drabik Włókniarz Częstochowa | Jan Krzystyniak Stal Rzeszów       | Jarosław Szymkowiak Morawski Zielona Góra |
| 10 wyniki   | 25 października 1992 | Jan Krzystyniak Stal Rzeszów          | Dariusz Stenka Motor Lublin        | Csaba Hell Węgry                          |

### (11-20) 1993-2003
| Nr Turnieju                 | Data                 | 1 miejsce                       | 2 miejsce                       | 3 miejsce                        |
| --------------------------- | -------------------- | ------------------------------- | ------------------------------- | -------------------------------- |
| 11 wyniki                   | 27 czerwca 1993      | Jan Krzystyniak Stal Rzeszów    | Jacek Rempała Unia Tarnów       | Jerzy Mordel Motor Lublin        |
| 12 wyniki                   | 15 maja 1994         | Zoltán Adorján Stal Rzeszów     | Wojciech Załuski Sparta Wrocław | Zoltán Hajdú Kolejarz Opole      |
| 13 wyniki                   | 6 sierpnia 1995      | Zoltán Adorján Stal Rzeszów     | Jacek Rempała Unia Tarnów       | Mirosław Cierniak Unia Tarnów    |
| 14 wyniki                   | 20 października 1996 | Janusz Ślączka Stal Rzeszów     | Rafał Trojanowski Stal Rzeszów  | Rafał Wilk Stal Rzeszów          |
| 15 wyniki                   | 28 września 1997     | Antonín Kasper Stal Rzeszów     | Janusz Ślączka Stal Rzeszów     | Rafał Trojanowski Stal Rzeszów   |
| 16 wyniki                   | 26 października 1998 | Antonín Kasper Stal Rzeszów     | Grzegorz Rempała Stal Rzeszów   | Jacek Rempała GKM Grudziądz      |
| 17 wyniki                   | 10 października 1999 | Maciej Kuciapa Stal Rzeszów     | Damian Baliński Unia Leszno     | Piotr Winiarz Stal Rzeszów       |
| W roku 2000 nie rozgrywano. |                      |                                 |                                 |                                  |
| 18 wyniki                   | 30 września 2001     | Grzegorz Rempała Stal Rzeszów   | Jacek Rempała Unia Leszno       | Andrzej Huszcza ZKŻ Zielona Góra |
| 19 wyniki                   | 12 maja 2002         | Maciej Kuciapa ZKŻ Zielona Góra | Robert Kużdżał Unia Tarnów      | Damian Baliński Unia Leszno      |
| 20 wyniki                   | 29 czerwca 2003      | Maciej Kuciapa Stal Rzeszów     | Piotr Winiarz Stal Rzeszów      | Janusz Kołodziej Unia Tarnów     |

### (21-30) 2004-2014
| Nr Turnieju                 | Data                 | 1 miejsce                              | 2 miejsce                               | 3 miejsce                               |
| --------------------------- | -------------------- | -------------------------------------- | --------------------------------------- | --------------------------------------- |
| 21 wyniki                   | 13 czerwca 2004      | Jacek Rempała Unia Leszno              | Maciej Kuciapa Stal Rzeszów             | Marcin Rempała Unia Tarnów              |
| 22 wyniki                   | 3 września 2005      | Grzegorz Walasek Włókniarz Częstochowa | Janusz Kołodziej Unia Tarnów            | Tomasz Gollob Unia Tarnów               |
| 23 wyniki                   | 22 października 2006 | Rafał Dobrucki Unia Leszno             | Piotr Protasiewicz Polonia Bydgoszcz    | Marcin Rempała Unia Tarnów              |
| 24 wyniki                   | 14 października 2007 | Nicki Pedersen Stal Rzeszów            | Rafał Dobrucki Stal Rzeszów             | Paweł Miesiąc Stal Rzeszów              |
| 25 wyniki                   | 26 września 2008     | Matej Žagar Stal Rzeszów               | Adam Skórnicki PSŻ Poznań               | Maciej Kuciapa RKM Rybnik               |
| 26 wyniki                   | 26 września 2009     | Lee Richardson Włókniarz Częstochowa   | Maciej Kuciapa Stal Rzeszów             | Piotr Protasiewicz Falubaz Zielona Góra |
| 27 wyniki                   | 16 października 2010 | Grzegorz Walasek Polonia Bydgoszcz     | Nicki Pedersen Stal Gorzów Wielkopolski | Adrian Miedziński KS Toruń              |
| 28 wyniki                   | 4 września 2011      | Rafał Okoniewski Stal Rzeszów          | Dawid Lampart Stal Rzeszów              | Dawid Stachyra Wybrzeże Gdańsk          |
| 29 wyniki                   | 1 września 2012      | Nicki Pedersen Wybrzeże Gdańsk         | Rafał Okoniewski PGE Marma Rzeszów      | Davey Watt GTŻ Grudziądz                |
| W roku 2013 nie rozgrywano. |                      |                                        |                                         |                                         |
| 30 wyniki                   | 3 października 2014  | Grigorij Łaguta Włókniarz Częstochowa  | Sebastian Ułamek GKM Grudziądz          | Adrian Miedziński Unibax Toruń          |